# Estadio Doctores José y Antonio Castiglione
El Estadio Doctores José y Antonio Castiglione o simplemente Estadio Doctores Castiglione es un estadio de fútbol ubicado en la ciudad de Santiago del Estero, en la provincia del mismo nombre, Argentina. El recinto está localizado en el "Barrio 8 de abril" en avenida Roca Sur y calle Tres de Febrero, posee una capacidad para 21.000 personas y es propiedad del Club Atlético Mitre que juega en la Primera B Nacional, la segunda categoría del fútbol profesional en Argentina.
Es reconocido como uno de los estadios con mejor césped del Norte argentino.

## Historia

### Inaugación y primer partido
El 10 de junio del 1919, surgió cuando los dirigentes del club decidieron crear la platea, para contar por lo menos con una "tribuna" para poder disputar partidos en la Liga Santiagueña de Futbol y también para disputar amistosos, y lo iba a inaugurar en el partido que ante Peñarol de Montevideo, del cual se desconoce el resultado debido a su antigüedad y debido a que no hay un testigo vivo de aquel misterioso resultado. Hasta esa época el estadio contaba con una platea de 1000 espectadores (la cual sigue en pie hoy en día) y un alambrado olímpico donde la gente también se ubicaba atrás del alambrado. 
Los grandes equipos argentinos y continentales también pisaron las instalaciones de Mitre. Se recuerda cuando, en los '60, la Selección Nacional jugó un amistoso. Los clubes también hicieron su paso: Peñarol de Montevideo inauguró la cancha. Por el Monumental también dejó estela Boca Juniors (quien cayó derrotado en 1966) y River Plate, a quien el Aurinegro –en 1984- le dio vuelta el partido en 35', le ganó 6-3, y ocasionó el despido de su DT Luis Cubilla. También supo jugar contra Independiente (ante el que estrenó la luz artificial), San Lorenzo, Huracán, y siguen las firmas. 

### Partido Importante
El 25 de julio de 1984 No fue un día más para los hinchas Aurinegros ya que en esa Fecha se inauguraba la tribuna popular actualmente, que tiene una capacidad casi para 9.000 personas. 
Pero además esa tribuna se iba a estrenar ante ni más ni menos que el poderoso River Plate de Enzo Francescoli. En la cancha no entraba ni un alfiler, alrededor de 15 mil hinchas aurinegros alentando a su equipo, y sus jugadores le agradecieron a los hinchas regalándole el triunfo por 6-3 y siendo el Club Atlético Mitre el único equipo en todo el Mundo en convertirle 6 goles en 35 minutos a unos de los mejores River Plate.
En total la Institución recaudo alrededor de 800.000 mil pesos argentino.

#### Cambio de nombre
En los años posteriores al 2017 los hinchas tenían la propuesta de cambiar de nombre al estadio, por el de Arnaldo "Cacho" Sialle, Director Técnico que consiguió el ascenso con Mitre, Dirigió 29 partidos en la B Nacional 2017/18 y 5 fechas en el B Nacional 2018/19. También dirigió el Partido ante Racing Club de Avellaneda, y paso a la instancia de dieciseisavos de final de la Copa Argentina. 

## Ubicación
El estadio se encuentra ubicada en el barrio 8 de Abril, de la ciudad de Santiago del Estero. Entre la Avenida Roca Sur y 3 de Febrero.

## Origen del nombre
El nombre del estadio honra los nombres de los hermanos José Castiglione, quien ejerció la dirección del periódico El Liberal de Santiago del Estero hasta su muerte en 1972 y de Antonio Castiglione, empresario, fundador de la primera radio de la provincia en 1937 con LV11 Radio del Norte, y de la primera televisora del Noroeste Argentino fundando Telesiete Santiago a través de su empresa CAS TV S.A. en 1965, presidente del club y diputado provincial en dos períodos 1924 y 1940.

## Personas conocidas que pisaron el verde césped del Estadio Castiglione
Cuando se repasa la historia del Aurinegro, Decano del fútbol santiagueño, se podrá evidenciar que por su estadio, pasaron grandes figuras como:
Javier Zanetti, Diego Milito, Gabriel Milito, Gabriel Brazenas, Ricardo Caruso Lombardi, Fernando Gago, Ricardo Centurión, "El burrito" Ortega, Sebastián Saja, Enzo Francescoli, Norberto Alonso, Daniel Passarella, el Loco Gatti, Antonio Roma, Silvio Marzolini, Antonio Rattín, Alberto Spencer (máximo goleador de la Copa Libertadores),el Bambino Veira, Ángel Labruna, el Tolo Gallego, Mostaza Merlo, Héctor Enrique, Selección Argentina y Uzbekistán sub-20 (planteles 2023) y tantos otros del fútbol local e internacional.

## División del Estadio
El estadio tiene un aforo para 21.000 personas. El Doctores Castiglione es el tercer estadio más grande de la Provincia de Santiago del Estero, superado por el nuevo y mundialista Estadio Único Madre de Ciudades, propiedad del Gobierno de la Provincia de Santiago del Estero y el Estadio Alfredo Terrera propiedad del Club Atlético Central Córdoba.
| Tribuna        | Calle                           | Capacidad  | Construcción en | Inauguración    |
| -------------- | ------------------------------- | ---------- | --------------- | --------------- |
| Walter Jiménez | 3 de Febrero                    | 1.000      | -               | -               |
| Platea y Vip   | 3 de Febrero y Avenida Roca Sur | 4.000      | 1919            | 1920            |
| Popular        | Francisca Jacques               | 7.000      | 2009            | 2014            |
| Popular        | Obispo de Victoria              | 8.500      | 1980            | 1984            |
| Visitante      | Pedro Pablo Olaechea            | 500 aprox. | 2020            | En construcción |
| Total: 21.000  |                                 |            |                 |                 |